# Octobre 1762
Cette page présente les faits marquants du mois de octobre 1762.

## Événements
- 1er octobre :
  - Le prince-évêque de Liège accorde au magistrat de Spa le privilège exclusif de tenir une maison de jeu[1]. En 1763 commence la construction de la Redoute[2], considéré comme le premier casino au monde.
  - Première représentation L'Opéra de société, de Antoine Gautier de Montdorge á l’Académie Royale de Musique[3]
- 5 octobre :
  - Bataille de Vila Velha lors de la Guerre de Sept Ans
  - création de l’opéra Orphée et Eurydice par Christoph Willibald Gluck
- 6 octobre :
  - l’amiral britannique Samuel Cornish s’empare de Manille aux Philippines[4] et des trésors du galion de cette ville (fin en 1764).
  - découverte d'un complot militaire contre Orlov[5].
- 9 octobre : reddition de Schweidnitz[6].

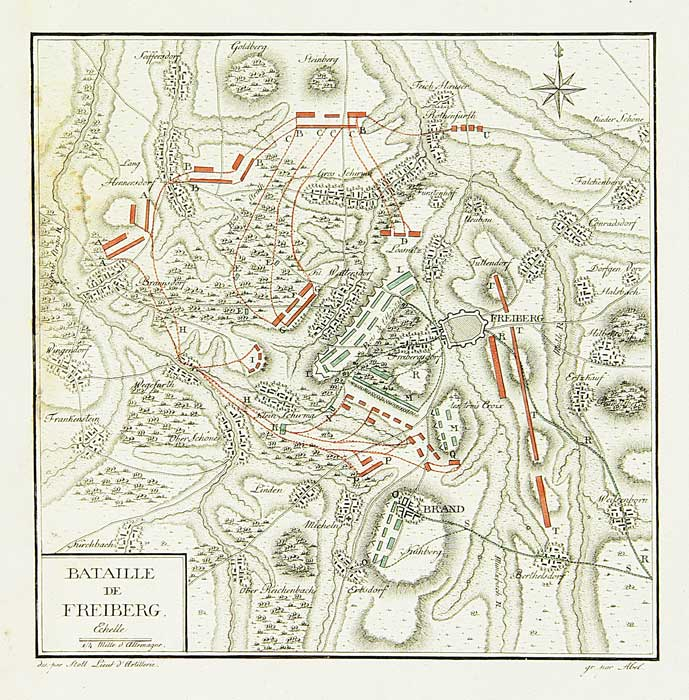
29 octobre : bataille de Freiberg.

- 11 octobre : déclaration royale qui autorise la taille tarifée dans la généralité de Châlons. La Cour des aides l’enregistre le 7 septembre 1764 pour un an seulement. Il est prorogé pour deux ans en 1765[7].
- 19 octobre : lancement du HMS Britannia.
- 21 octobre : première représentation de L'Amour et Psyché de Claude-Henri de Fusée de Voisenon[8].
- 29 octobre :
  - victoire des Prussiens du prince Henri sur l'Autriche à la bataille de Freiberg[6].
  - le gouverneur de Buenos Aires Pedro de Cevallos reprend Colonia del Sacramento au Portugal[9].

## Naissance en octobre 1762
- 7 octobre : Antoine Girouard, prêtre fondateur du séminaire de Saint-Hyacinthe.
- 13 octobre : Amateur-Jérôme Le Bras des Forges de Boishardy, militaire français et chef chouan († 17 juin 1795).
- 19 octobre : Pierre Flaust, homme politique français († 20 février 1824).
- 30 octobre : André Chénier, poète français († 25 juillet 1794).

## Décès en octobre 1762
- 6 octobre :
  - Francesco Manfredini, violoniste et compositeur italien (° 22 juin 1684).
  - Thomas Bales, courtisan anglais et un homme politique whig qui siège à la Chambre des communes entre 1722 et 1762 (º 1694 ou 1695).
  - Louis Surugue, un graveur aquafortiste et buriniste français (º 1686).
- 14 octobre : Hieronymus Pez, un historien autrichien (º 24 février 1685).
- 16 octobre : Pierre-Alexandre Aveline, un graveur et illustrateur français n (° 1702).
- 21 octobre : Hyacinthe Gaëtan de Lannion, un militaire, homme politique et administrateur territorial du royaume de France (º 26 octobre 1719).
- 26 octobre : Jean Moyreau, un graveur et éditeur d'estampes français (º 16 janvier 1690).
- 27 octobre : Jacques Hardouin-Mansart, comte de Sagonne, parlementaire et militaire français (º 21 octobre 1677)
- 28 octobre : Hardouin de Chalon de Maisonnoble, ecclésiastique qui fut évêque de Lescar n (° 12 aout 1691).